# Apis cerana japonica
Apis cerana japonica é uma subespécie da  Apis cerana  uma abelha nativa do Japão, é comumente conhecida como a abelha japonesa (ニホンミツバチ, Nihon mitsubachi). Esta subespécie foi determinada através de uma análise do DNA mitocondrial, sua origem vem da península da Coreia. Elas foram observados movendo-se em áreas urbanas, na ausência de predadores naturais.
A. c. japonica é muito resistente ao ácaro Varroa jacobsoni, que é comumente é encontrado entre A. cerana.
O ácido 3-hidroxioctanóico é um  produto químico de sinalização emitida pela orquídea Cymbidium floribundum  e reconhecido pelas Apis cerana japonica.

## Abelhas melíferas nativas

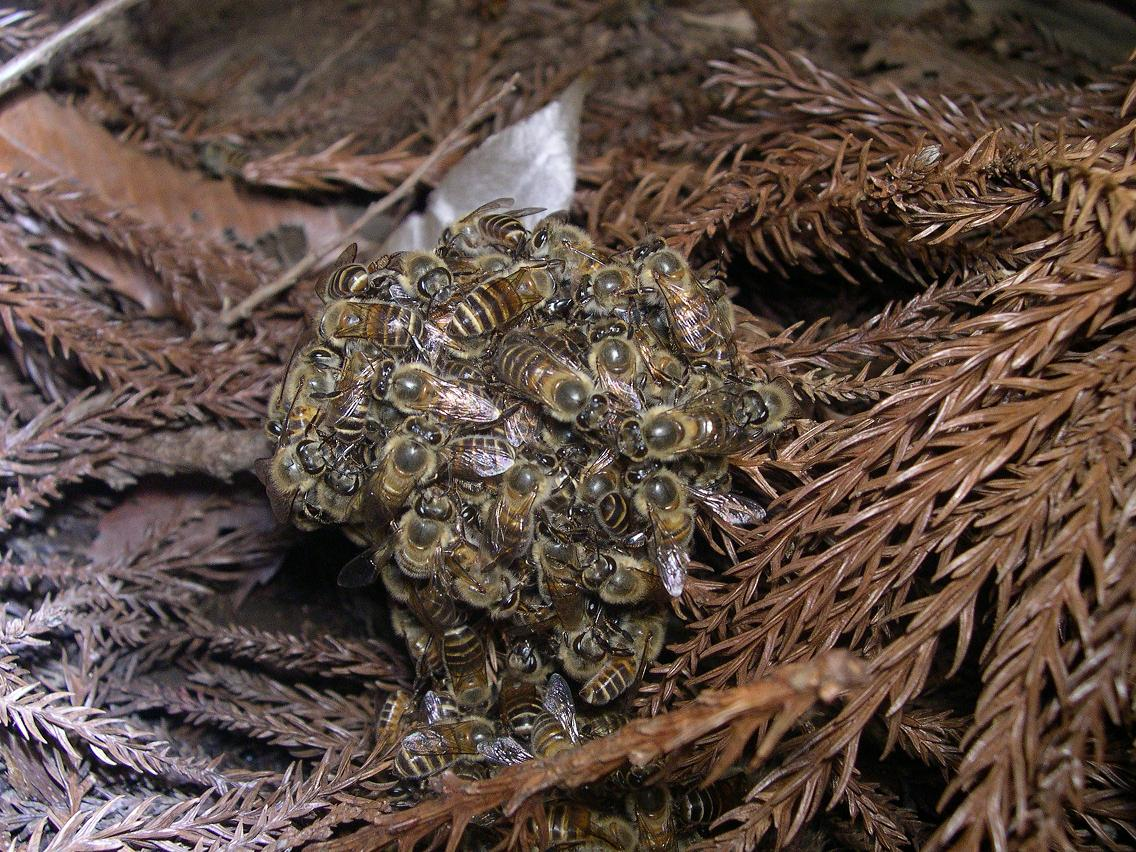
Uma bola de defesa feita por abelhas japonesas (Apis cerana japonica) na qual duas vespas mandarinas foram envolvidas, incapacitadas e eventualmente mortas.

Apicultores no Japão tentaram introduzir as abelhas europeias (Apis mellifera) por causa de sua alta produtividade. No entanto, as abelhas europeias não têm defesa inata contra a vespa gigante japonesa (vespa mandarina), que pode rapidamente destruir suas colônias.
Embora um punhado de vespas gigantes asiáticas podem facilmente derrotar as defesas descoordenadas de uma colônia de abelhas a abelha melífera japonesa (Apis cerana japonica) tem uma estratégia eficaz.
Assim que a vespa entra na colméia, uma multidão de centenas de abelhas rodeiam-na em uma bola, cobrindo-a completamente e impedindo-a de reagir de forma eficaz. As abelhas violentamente vibram seus músculos do voo, da mesma forma que fazem para aquecer a colmeia em condições de frio. Isto eleva a temperatura na bola para uma temperatura crítica de 46 °C. Além disso, os esforços das abelhas também aumentam o nível de dióxido de carbono (CO2) nesta bola, até uma concentração de CO2 que as abelhas poderiam tolerar até 50 °C, mas a vespa mandarina  não pode sobreviver à combinação de uma temperatura de 46 °C e um nível de dióxido de carbono  alto. Algumas abelhas morrem junto com a intrusa, tanto quanto acontece quando eles atacam outros intrusos com suas picadas, mas matando o batedor das vespas  elas evitam que ela retorne e  convoque reforços, que acabaria com toda a colônia.
Embora seja uma teoria comumente aceita que a vespa gigante japonesa pode ser autorizada a entrar na colmeia de abelhas japonesa, estudos recentes sugerem que a abelha japonesa e as grandes vespas realmente ter uma relação de predador-presa "Eu vejo você"  do inglês "I see you" (ISY). A relação ISY é suportada pela observação de que o bater da asas das abelhas japonesas se tornam mais altos e aumentam em intensidade se uma abelha vê uma vespa (como Vespa velutina, Vespa simillima xanthoptera ou Vespa mandarinia) que se aproxima da entrada da colmeia e que na maioria dos casos, a vespa pode recuar quando ela ouve o som. Se a vespa se aproxima da colmeia das abelhas japonesas,  estas movem suas asas mais rapidamente para intensificar o alerta para a vespa. Se a vespa entra no ninho das abelhas elas irão aumentar o seu movimento da asa, formar uma bola, e aumentar a sua temperatura do corpo.